# John Sutton (football)
Pour les articles homonymes, voir John Sutton.
John Sutton, né le 26 décembre 1983, est un joueur de football anglais, il joue actuellement à St Johnstone.

## Biographie
Comme son frère Chris Sutton, qui est une ancienne star du Celtic FC, il joue au poste d'attaquant.
Le 25 mai 2011, dans le cadre de l'arrêt Bosman, il quitte Motherwell et signe à Heart of Midlothian.

## Palmarès
- Saint Mirren
  - Champion de Division One : 2006 et 2018

- Motherwell FC
  - Finaliste de la Coupe d'Écosse : 2011